# دهستان قوری چای
دهستان قوری چای نام دهستانی در بخش مرکزی شهرستان دهگلان، استان کردستان در ایران است. براساس سرشماری مرکز آمار ایران در سال ۱۳۸۵، جمعیت آن ۸۲۰۶ نفر (۱۸۸۷ خانوار) بوده‌است.<ref>«نتایج سرشماری عمومی نفوس و مسکن ۱۳۸۵». درگاه ملی آمار ایران. بایگانی‌شده از اصلی در ۱ ژانویه ۲۰۱۳. دریافت‌شده در ۱ ژانویه ۲۰۱۳.</ref